# Гестія Джустініані

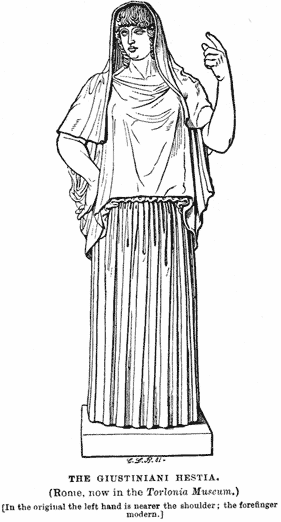
Малюнок статуї у словнику Dictionary of Classical Antiquities, 1894.

Гестія Джустініані — мармурова скульптура Гестії, богині родинного вогнища та жертовного вогню в давньогрецькій міфології.
Римська копія грецької бронзи невідомого автора, датована близько 470 року до зв. е., нині зберігається в колекції Музею Торлонія в Римі. Названа на честь її першого власника — банкіра та колекціонера маркіза Вінченцо Джустініані. Це єдиний відомий варіант ранньокласичної бронзи, відтворений у натуральну величину в мармурі для римської колекції.

## Історія та опис
Статуя в колекції Вінченцо Джустініані в його римському палаццо була відома з початку 1630-х років за малюнком, виконаним для антиквара Кассіано Даль Поццо і була проілюстрована в каталозі галереї Джустініані у другій половині 1630-х років. Потім зображення Гестії з'явилося в альбомі гравюр Франсуа Пер'є — Segmenta nobilium signorum et statuarum quae temporis dentem invidium evasere (Париж, 1638). У XIX столітті «Гестію Джустініані» придбав у спадкоємців Джустініані й помістив у Палаццо Корсіні, що належить родині Корсіні, де скульптуру описав італійський антиквар та історик мистецтва Енніо Квіріно Вісконті. Після Другої світової війни скульптура перебувала на Віллі Альбані, що належить родині Торлонія ; була відновлена в 1990-х роках і після цього зберігається в Палаццо Торлонія, на віллі сім'ї Торлонія Її висота — 193 см, інвентарний номер MT490.
Німецький мистецтвознавець, основоположник сучасних уявлень про античне мистецтво та археологію Йоганн Йоахім Вінкельман вважає «Гестію Джустініані» прикладом суворої ранньої стадії класичної грецької скульптури.